# Soileco
Soileco (Soi Leco, Soilesu, Soileso) ist ein osttimoresischer Suco im Verwaltungsamt Bobonaro (Gemeinde Bobonaro). Der Suco ist Teil der Region Marobo.

## Geographie
Soileco liegt im Norden des Verwaltungsamts Bobonaro. Südöstlich befindet sich der Suco Maliubu, südlich Lourba, südwestlich Malilait, westlich der Suco Atu-Aben und nordwestlich der Suco Ilat-Laun. Im Osten und Nordosten grenzt Soileco an das Verwaltungsamt Atsabe (Gemeinde Ermera) mit den Sucos Laubono und Obulo.
Der Marobo, ein Nebenfluss des Lóis, durchquert Soilecos Norden. In ihn mündet der Babalai, der die Grenze zu Maliubu bildet. Von Atu-Aben aus durchquert der Fluss Bulobu den Suco und mündet ebenfalls in den Marobo. Sibi ist ein mehrstufiger Wasserfall in Soileco. Er gilt als heiliger Ort, weswegen der öffentliche Zugang für Touristen erst 2023 beschlossen wurde.
Soileco hat eine Fläche von 7,48 km² und teilt sich in die zwei Aldeias Ai-Aras (Aiaras) und Soileco.
Der Ort Talitereman (Soileco) liegt im Westen des Sucos, nahe der Grenze zum Suco Atu-Aben, am Osthang des Foho Ilat-Laun. Hier befinden sich der Sitz des Sucos und eine Grundschule, die Escola Primaria Soileco. Weiter östlich liegen am Hang die Orte Lesuaben und Bea Buci (Biabusi) sowie nördlich Airas. An der Ostgrenze befindet sich das Dorf Suriubu (Siriubu). Im Süden liegen die Dörfer Atuela und Dilareman. In Dilareman befinden sich eine zweite Grundschule, eine Kapelle und an der Straße zu Atuela steht eine Sendeanlage der Timor Telecom. Daneben gibt es eine Reihe von weiteren kleinen Siedlungen, wie Acupun, Ermori und Nakareman, und weit verstreut liegenden Häusern.

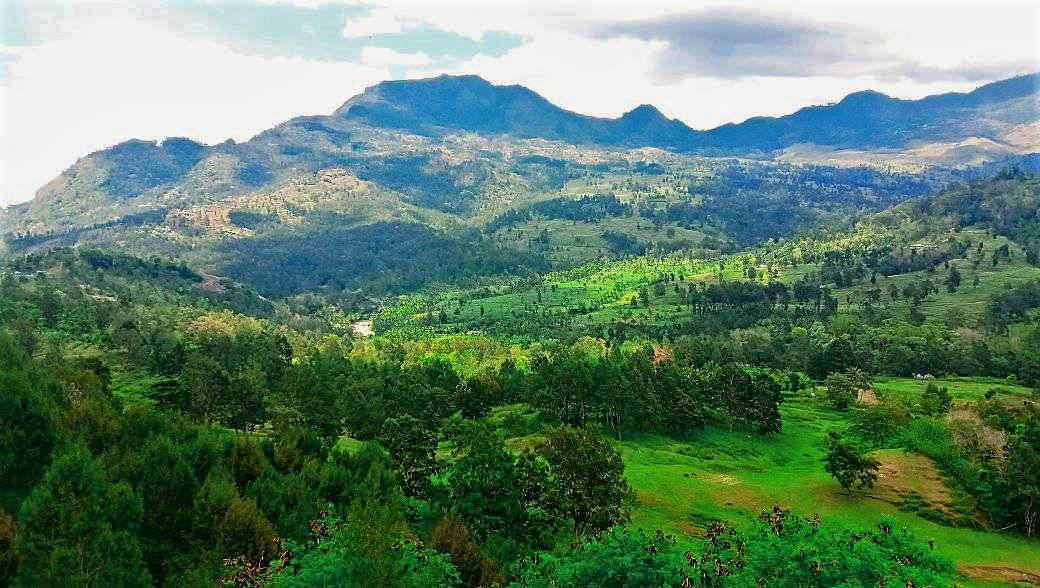
In der Aldeia Ai-Aras
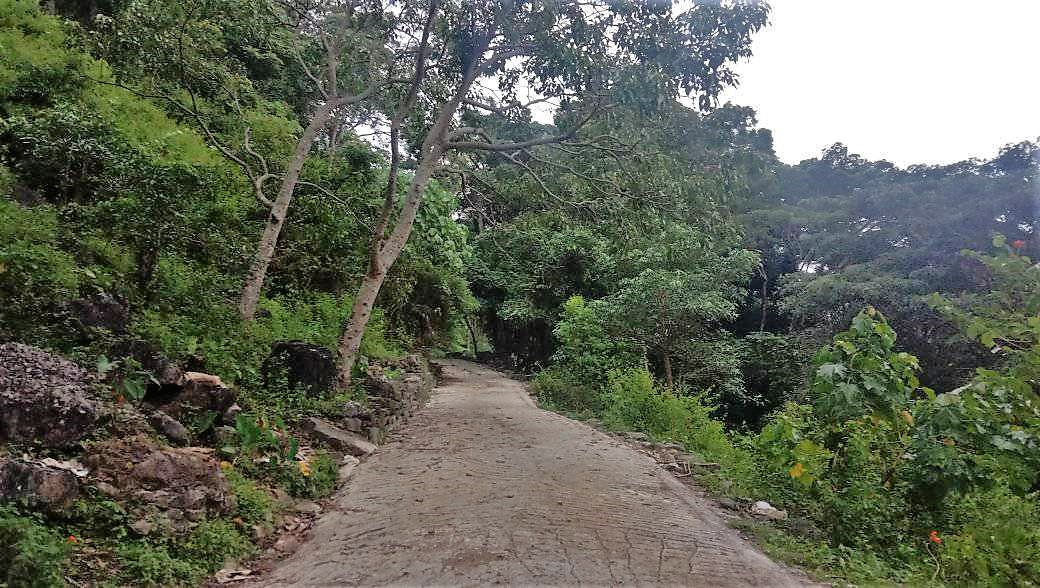
In der Aldeia Soileco
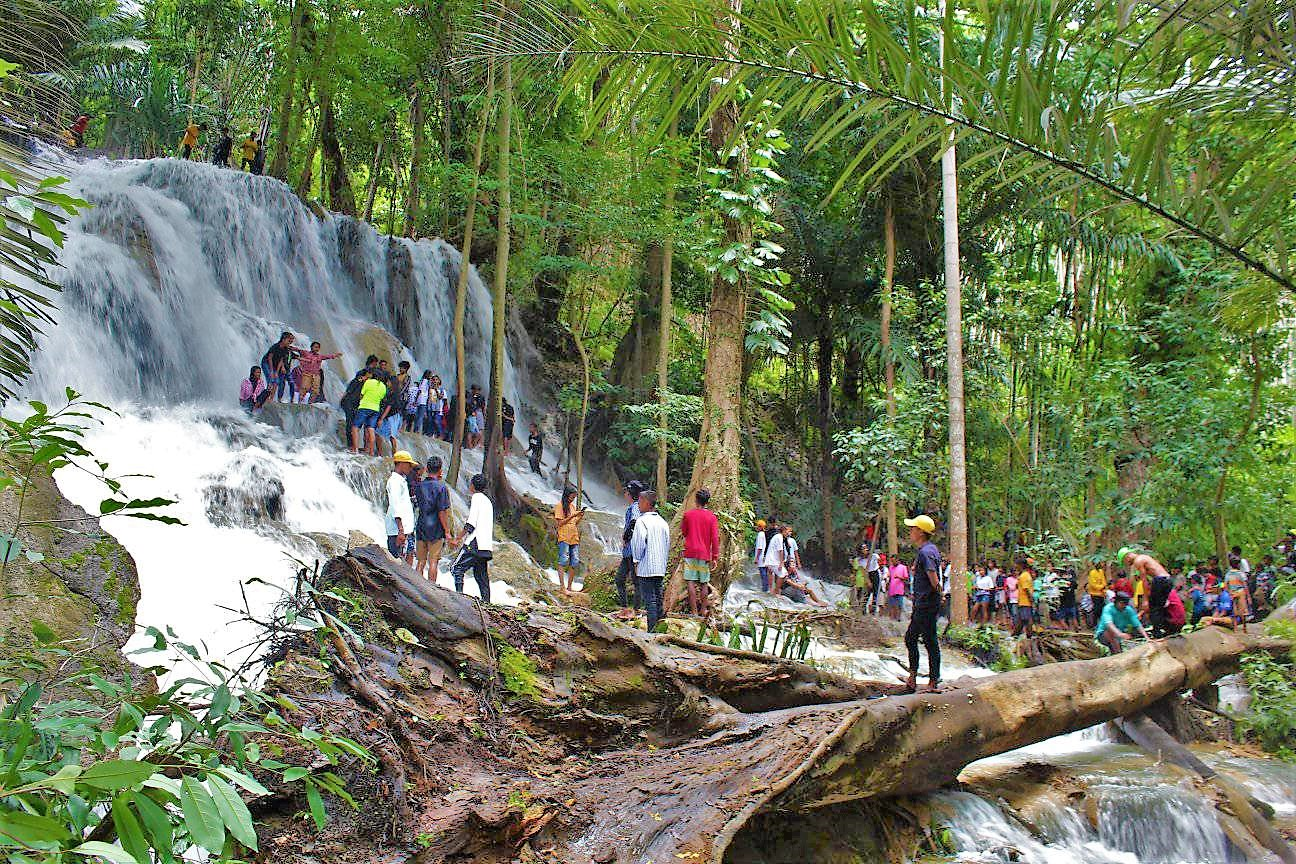
Der Sibi-Wasserfall

## Einwohner

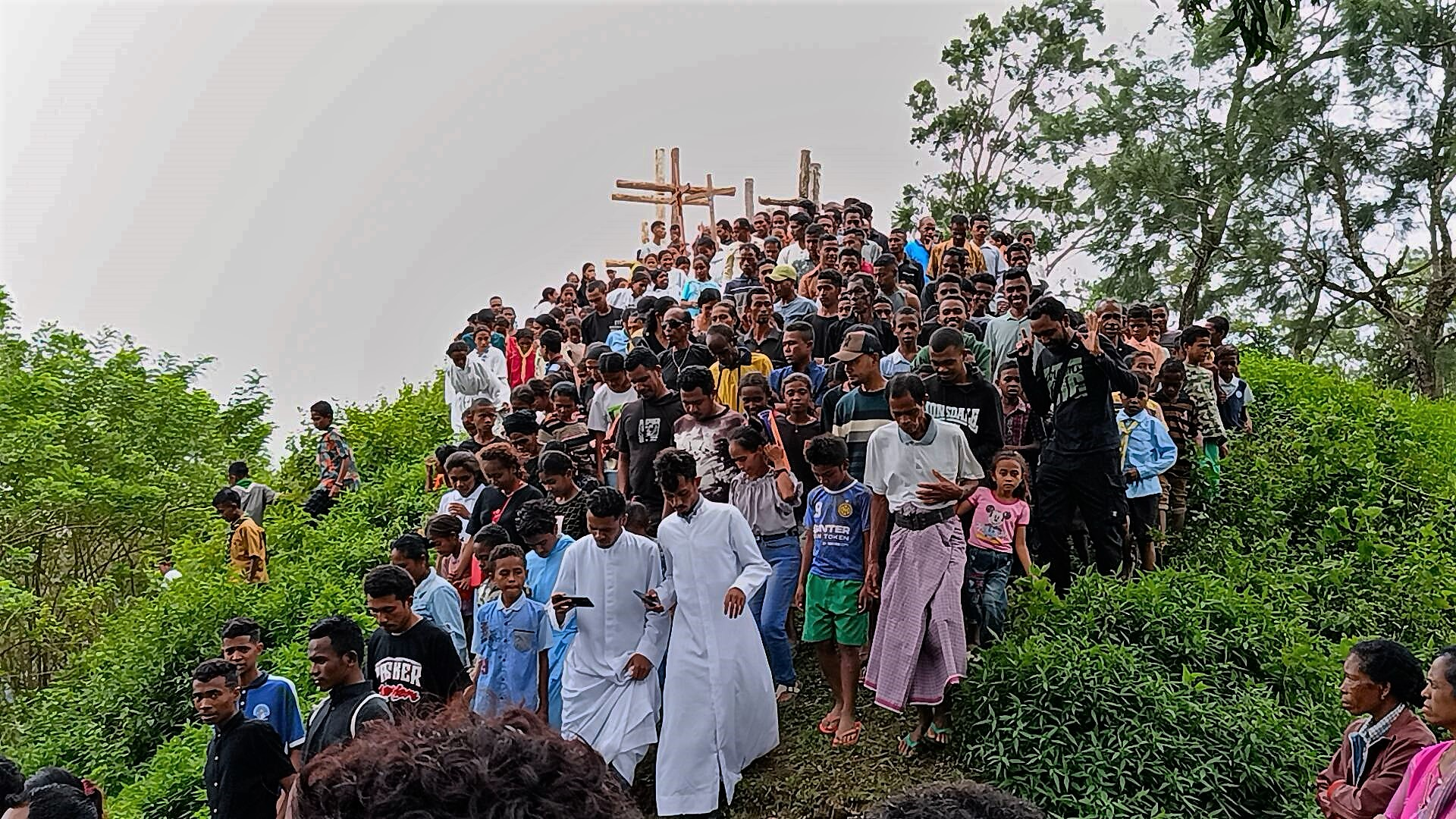
Karfreitag in Dilareman

Im Suco leben 1.465 Einwohner (2022), davon sind 790 Männer und 675 Frauen. Im Suco gibt es 248 Haushalte. Etwa 95 % der Einwohner geben Kemak als ihre Muttersprache an. Etwa 5 % sprechen Tetum Prasa und eine kleine Minderheit Bunak.

## Politik

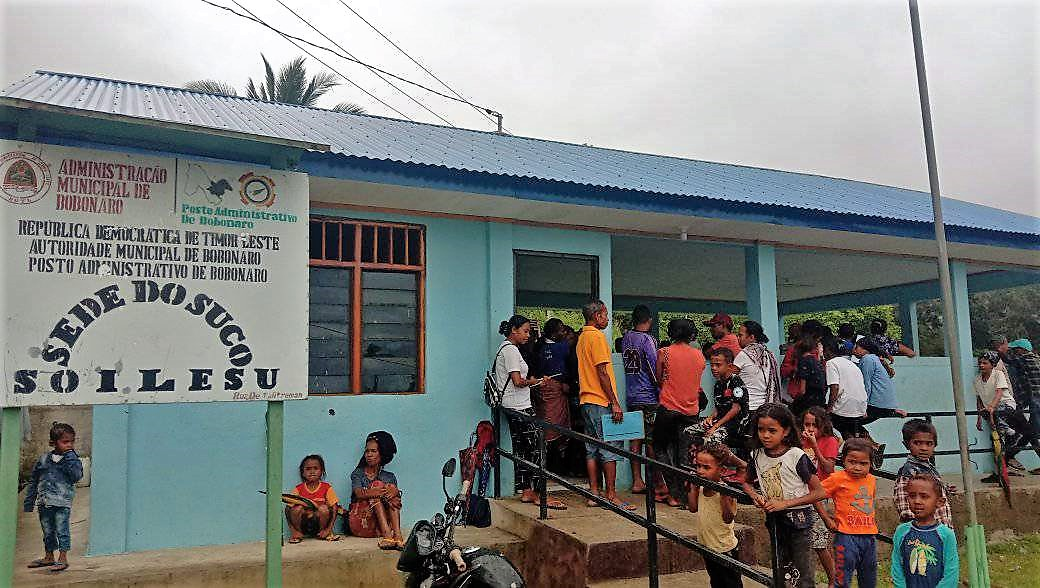
Der Sitz des Sucos in Talitereman

Bei den Wahlen von 2004/2005 wurde Humberto Wilfrid zum Chefe de Suco gewählt. Bei den Wahlen 2009 gewann Romualdo Leto-Mau, 2016 Norberto M. Simão und 2023 Marito Pereira Victor.